# Manfredi
Els Manfredi foren una família de Faenza que va exercir la senyoria a la ciutat per dos segles. El seu origen fou un ciutadà de Faenza anomenat Guiu (Guido) que fou el pare de Manfred, patrici i ciutadà, mort vers el 1050 i pare de Guiu Manfredi, patrici de la ciutat mort el 1099. Guiu Manfredi fou el pare de Guiu (mort el 1127), Alberic (cap dels gibel·lins de la Romanya, mort en la batalla de Santa Lucia el 17 de juny de 1145) i Enric (clergue mort passat el 1100).
Alberic fou el pare de Guiu (mort després del 1174), patrici i sacerdot, canònic de la catedral de Faena vers el 1170, que va hostatjar l'emperador Frederic I Barba-roja, i d'Enric (mort vers 1192), patrici i ambaixador del comú de Faenza davant l'emperador Frederic Barba-roja el 1167, que fou cònsol del comú el 1185.
Enric fou el pare d'Alberic, podestà de Faenza el [1211]; de Manfred, patrici; d'Ugolí, comte palatí del Sacre Imperi el 1192; i d'Alberget, patrici.
Alberic el podestà fou el pare d'Enric anomenat Calzaro, patrici de la ciutat mort en un combat menor contra la facció dels Accarisi de Faenza el 1257; d'Albergetí (Alberghettino), senyor de Brisighella, Quarneto i Baccagnano, un dels principals caps güelfs de la Romanya (mort a Imola el 23 d'abril de 1275); d'Ugolí Manfredi, patrici; i probablement de Fra Manfred, Cavaller de l'orde de Santa Maria Gloriosa Mare de Déu, mort el 1270.

## Llista de membres de la família Manfredi que van exercir la senyoria de Faenza
- Francesc I Manfredi 1319-1327, fill d'Alberget.
- Alberget I Manfredi 1327-1328
- Ricard Manfredi 1339-1340
- Francesc I Manfredi (segona vegada) 1340-1341
- Joan Manfredi 1341-1356
- Astorgi I Manfredi 1379-1404
- Joangaleàs I Manfredi 1410-1416
- Carles I Manfredi 1416-1420
- Guiu Antoni Manfredi 1420-1443
- Astorgi II Manfredi 1443-1468
- Joangaleàs II Manfredi 1443-1465 (associat)
- Carles II Manfredi 1468-1477
- Galeot Manfredi 1477-1488
- Astorgi III Manfredi 1488-1501
- Astorgi IV Manfredi 1503

La branca del patrici Ugolí Manfredi va continuar amb els seus dos fills:
- Alberic (conegut per Fra Alberigo) que fou senyor de Fognano, Rontana, Cesate (Castellina) i Quarneto fins al 1292, cavaller de l'Orde de Santa Maria Gloriosa Madre di Dio abans del 1271, i ambaixador dels güelfs de Romanya davant el Papa Nicolau III el 1278, que va morir a Ravenna vers el 1300
- Manfred, senyor de Serravalle al Senio, assassinat per ordre de son germà a Cesate el 2 de maig de 1285.

La línia d'Alberic va seguir amb el seu fill Ugolí conegut per Buzzola (podestà de Bagnacavallo el 1282, mort a Ravenna el 8 de gener de 1301) que va deixar tres fills: Enrico (mort vers 1332 pare de Niccolò, vescomte i lloctinent de Val Lemone el 1412 i mort vers el 1412 o 1413), Francesco (senyor de Valdincoe, capità de l'exèrcit del Papa, mort per Lambert Malatesta el 25 de gener de 1336, que fou pare d'Alberigo, capità napolità, de Guido, capità napolità, i de Gentilino, aquest darrer pare de Luigi, rector d'església a Faenza i vescomte i lloctinent de Val Lemone el 1413) i de Giovanni.
La línia de Manfred va seguir una sola generació amb els seus fills Ugolino (mort en batalla a Forli l'1 de maig de 1282), Albergheto (mort amb el seu pare a Cesate el 2 de maig de 1285) i Beatriu.